# Carlos de Sezze
Carlos de Sezze (19 de outubro de 1613 - 6 de janeiro de 1670) - nascido Giancarlo Marchioni - era um religioso professo italiano da Ordem dos Frades Menores. Ele se tornou religioso apesar da oposição de seus pais, que queriam que ele se tornasse Padre, e ele levou uma vida austera realizando tarefas servis, como ser porteiro e jardineiro; ele também foi um escritor notável. Ele também era muito estimado em toda a região do Lácio, com famílias nobres como os Colonna e Orsini o elogiando e buscando seu conselho, assim como papas como Inocêncio X e Clemente IX.
Sua beatificação foi celebrada em 1882, enquanto o Papa Pio XII aprovou sua canonização em 1958; mas o papa morreu antes de poder canonizar o frade, então seu sucessor, o Papa João XXIII, o fez em 12 de abril de 1959.

## Vida
Giancarlo Marchioni (também conhecido como Carlos) nasceu em Sezze em 19 de outubro de 1613, filho dos agricultores pobres Ruggero Marchioni e Antonia Maccione. Seu batismo foi celebrado em 22 de outubro de 1613. Sua mãe - quando ele era pequeno - gostava de vesti-lo com uma túnica escura com cordão e capuz em homenagem aos frades Francisco de Assis e Antônio de Pádua e manteve esse 'hábito' mesmo depois que ele o superou.
Sua avó materna Valenza Pilorci incutiu práticas devotas e outros valores religiosos em sua infância. Ele trabalhava na fazenda como pastor para ajudar seus pais com a exaustiva carga de trabalho e gostava de arar no campo porque gostava de bois. Ele fez uma promessa particular de permanecer casto em 1630 e em 1633 adoeceu a ponto de quase morrer, jurando entrar para a Ordem dos Frades Menores se quisesse ser curado de sua doença. Seus pais incentivaram seu chamado para se tornar padre, mas era um aluno pobre e não sabia ler nem escrever muito, então não havia esperança de que ele se destacasse nos estudos avançados.
Ele sentiu o desejo de servir em missões na Índia e mais tarde inspirou-se na vida de Pascoal Bailão e Salvador da Horta - ambos religiosos professos. Marchioni foi admitido na ordem no convento de San Francesco em 1635 em Nazzano; ele recebeu o hábito da ordem em 18 de maio de 1635. Mais tarde, ele contou que o fazia pelo desejo de viver uma vida pobre e de pedir esmolas "pelo amor de Cristo". Ele novamente colocou seu coração nas missões, mas a saúde precária interrompeu esse sonho.
Ele viveu a vida de um religioso e nunca pediu a ordenação ao sacerdócio, apesar dos protestos de seus pais para fazê-lo. Emitiu a profissão solene na ordem em 19 de maio de 1636 nas mãos do Padre Angelo Maria e seu nome religioso era "Cosmas" no início, mas a insistência de sua mãe fez com que fosse alterado para "Carlo". Ele trabalhou em uma série de empregos em vários conventos: ele cozinhou e serviu como carregador e também trabalhou como sacristão e jardineiro; ele também saiu às ruas como um mendigo. Ele não foi qualificado em todos eles, pois se tornou conhecido por colocar fogo na cozinha de uma casa. De 1640 a 1642, trabalhou no convento de São João Batista em Piglio e em San Francesco em Castel Gandolfo. Em outubro de 1648, ele assistiu à Missa na igreja de San Giuseppe a Capo le Case e um feixe de luz emanou de uma Hóstia elevada que perfurou seu lado e deixou uma ferida aberta visível em seu lado.
Certa ocasião, o guardião de um convento ordenou a ele - que era o porteiro na época - que desse comida aos frades viajantes que atendessem. Ele o fez em obediência e a esmola aos frades diminuiu. Ele convenceu o guardião de que os dois fatos estavam relacionados. Assim que os frades retomaram a ajuda a todos os que procuravam ajuda à sua porta, aumentaram as esmolas aos frades. Embora não fosse padre, foi instruído a escrever o relato de sua vida depois que seu confessor o solicitou. O resultado foi "As Grandezas das Misericórdias de Deus", que foi bem lido; ele passou a escrever vários outros livros. Embora se mantivesse sob a orientação de um diretor espiritual, ele próprio - embora não um padre - era freqüentemente procurado para obter conselhos espirituais e até o Papa Inocêncio X e Alexandre VII o procuravam para obter conselhos. Em 1656, atendeu vítimas de cólera em Carpineto. Em 22 de agosto de 1664 ele estava em San Pietro in Montorio quando adoeceu com malária e foi levado para San Francesco a Ripa para se recuperar; ele se recuperou em 30 de agosto depois que o repouso na cama foi prescrito a ele. Em 28 de julho de 1665, ele teve uma visão do Papa Victor I e Teresa de Ávila.
O Papa Clemente IX o convocou para seu leito de morte para conforto e uma bênção não muito antes de os dois homens morrerem. Na primeira semana de dezembro de 1669, o papa o convocou, mas o frade estava doente e foi levado ao papa em uma cadeira. Ele saudou o Papa: "Santo Padre, como vai você?" e o Papa respondeu: "Tão bem quanto Deus quer que eu seja". O cardeal Giacomo Rospigliosi estava presente na sala e o frade pediu-lhe que abençoasse o Papa com uma relíquia especial que carregava, mas o Papa queria que o frágil frade o abençoasse e assim o fez. Clemente IX perguntou quando os dois se encontrariam novamente e o frade lhe disse que seria na festa da Epifania, em que os presentes achavam que o Papa ficaria bom e os dois se encontrariam em um mês. Mas o papa morreu em 9 de dezembro e as pessoas questionaram como o frade estava errado, embora depois que o frade morreu na epifania em si, percebeu-se que o Papa o saudaria como um amigo no céu, assim os dois se encontraram novamente.
Em 31 de dezembro de 1669, ele foi forçado a dormir devido à pleurisia. Em 6 de janeiro de 1670, ele morreu no convento anexo a San Francesco a Ripa, em Roma; ele foi sepultado naquela igreja, onde uma capela dedicada ao seu nome ainda abriga seus remanescentes. O frade previu que Inocêncio X e Alexandre VII seriam eleitos Papas e também previu que Clemente IX também seria eleito. Mas ele também conseguiu prever que o cardeal Emilio Altieri seria eleito Papa - o que aconteceu não muito depois de sua morte.
As famílias de Roma o tinham em alta estima e até o procuravam para pedir conselhos. Famílias como Ludovisi, Boncompagni, Borghese, Caetani, Cybo, Colonna, Orsini e Salviati o consideravam bem e o procuravam sempre que possível, enquanto cardeais como Gianstefano Donghi, Francesco Barberini, Celio Piccolomini, Michelangelo Ricci, Cesare Facchinetti, Carlo Barberini e Bened Odescalchi - o futuro Papa Inocêncio XI - também fizeram o mesmo.

## Santidade
A confirmação de sua vida de virtude heroica permitiu ao Papa Clemente XIV intitular o falecido frade franciscano como Venerável em 14 de junho de 1772, enquanto a ratificação de dois milagres atribuídos à sua intercessão em 1º de outubro de 1881 permitiu ao Papa Leão XIII presidir a beatificação celebração em 22 de janeiro de 1882 na Basílica de São Pedro. O Papa Pio XII confirmou dois milagres adicionais em 7 de janeiro de 1958, mas morreu antes que pudesse canonizar o frade; O Papa João XXIII o canonizou em 12 de abril de 1959 como um santo.

## Trabalhos publicados
- Nascimento da Novena de Santa Maria
- Novena de Natal
- Santo Setenário
- Caminho Inválido da Alma
- A conversa de Jesus Cristo sobre a Vida
- As Grandezas das Misericórdias de Deus
- As Três Vias